# Флаг муниципального округа Обручевский
Флаг муниципального округа Обруче́вский в Юго-Западном административном округе города Москвы Российской Федерации — опознавательно-правовой знак, служащий официальным символом муниципального образования.
Первоначально данный флаг был утверждён 25 февраля 2004 года как флаг муниципального образования Обручевское.
Законом города Москвы от 11 апреля 2012 года № 11, муниципальное образование Обручевское было преобразовано в муниципальный округ Обручевский.
Решением Совета депутатов муниципального округа Обручевский от 26 сентября 2018 года решение от 25 февраля 2004 года было признано утратившим силу и утверждено положение о флаге муниципального округа Обручевский.
Флаг внесён в Государственный геральдический регистр Российской Федерации с присвоением регистрационного номера 12032.

## Описание
Описание флага, утверждённое 25 февраля 2004 года, гласило:
«Флаг муниципального образования Обручевское представляет собой двустороннее, прямоугольное полотнище с соотношением сторон 2:3.
В центре зелёного полотнища помещено изображение парящего золотого, с красным клювом орла, держащего в красных лапах чёрный, окаймлённый жёлтыми нитями обруч, внутри которого раскрытая белая книга в красном переплёте. Габаритные размеры изображения составляют 5/12 длины и 7/8 ширины полотнища».
Описание флага, утверждённое 26 сентября 2018 года, гласит:
«Прямоугольное двухстороннее зелёное полотнище с отношением ширины к длине 2:3, воспроизводящее фигуры из герба муниципального округа Обручевский, выполненные чёрным, красным, белым и жёлтым цветом».
Геральдическое описание герба гласит:
«В зелёном поле — чёрное кольцо (обруч), тонко окаймлённое золотом, с сидящим на нём золотым, с червлёными клювом и лапами и с распростёртыми и воздетыми крыльями, обращённым вправо орлом; и в кольце — серебряная раскрытая книга с червлёным обрезом и золотой обложкой».

## Обоснование символики
Флаг муниципального округа Обручевский создан на основе герба муниципального округа Обручевский и повторяет его символику.
Символика фигуры орла многозначна.
Орёл символизирует храбрость, веру, величие и власть, а его распростертые крылья — стремление вперед, в будущее, способность преодолевать трудности.
Взлетающий орёл символизирует историческое событие, произошедшее на территории муниципального округа Обручевский во время Отечественной войны 1812 года: здесь была предпринята попытка создать воздушный шар (с крыльями) для обстрела французских войск с воздуха (тогда эти земли входили в имение графа Воронцова, ныне — Воронцовский парк).
Стилизованная литера «О», образованная чёрным обручем, символизирует заглавную букву в современном названии муниципального округа Обручевский, носящего имя путешественника, палеонтолога, популяризатора науки, академика Владимира Афанасьевича Обручева.
Раскрытая книга с красным переплётом символизирует расположение на территории муниципального округа нескольких научно-исследовательских институтов.
Примененные во флаге цвета символизируют:
зелёный цвет — символ жизни, молодости, природы, роста, здоровья;
красный цвет — символ труда, мужества, жизнеутверждающей силы, красоты и праздника;
чёрный цвет — символ плодородия, мудрости, скромности, вечности бытия;
белый цвет (серебро) — символ чистоты, невинности, верности, надежности и доброты;
жёлтый цвет (золото) — символ высшей ценности, солнечной энергии, богатства, силы, устойчивости и процветания.